# Heteroscarus acroptilus
Heteroscarus acroptilus (Syn.: Odax acroptilus, engl. rainbow cale) gehört in die Lippfisch-Tribus Odacini, die in ihrer Heimat Australien und Neuseeland cales genannt werden.

## Beschreibung
Heteroscarus acroptilus wird 25 cm lang und ist sehr bunt – die Färbung der beigegebenen Abbildung kann auch ins Gelbliche, Braune, Rosa und Blaue spielen; die beschuppten Wangen sind noch am ehesten weiß. Die vordersten Rückenflossenstrahlen sind verlängert und zum Teil nach vorne aufrichtbar, was auch im Artepitheton acroptilus zum Ausdruck kommt.
- Flossenformel: D XV/11, A I/13, P 14, V I/4, C 14.

Der Formelteil V I/4 ist charakteristisch für Odacini, insgesamt aber bei Stachelflossern sehr selten. Die Schwanzflosse ist fächerförmig, der Schwanzstiel sehr kurz. Die Wirbelsäule besteht aus 11 Rumpf- und 13 Schwanzwirbeln. Die Branchiostegalmembran stützen fünf Strahlen. Entlang den Seiten hat er ca. 34 Schuppenreihen; die Seitenlinie ist vollständig.

## Lebensweise
Er lebt von kleinem epilithischen, -phytischen und -benthischen Getier (Schnecken, Stachelhäutern, Krebsen, Würmern, Muscheln u. a. auf Felsen, Algen (Tangen)), weshalb er sich am liebsten in Seegraswiesen (Amphibolis: besonders A. griffithii, Posidonia) und an felsigen Abbruchkanten mit Braunalgen-„Wäldern“ (z. B. Sargassum, Ecklonia; bis in ca. 15 m Tiefe) aufhält. Pflanzenteile frisst er kaum, Algen und Detritus in geringen Mengen.

## Entwicklung
Die pelagischen Eier entwickeln sich zu Verbreitungslarven, an denen die Flossen in der Reihenfolge C-D-A-P-V hervortreten und die sich dann ab 5,6 Millimetern Länge dem Küsten-Substrat annähern.
Die Zähne sind bei Jungfischen noch frei und verwachsen erst mit der Zeit zu den Schneideplatten.

## Vorkommen
Heteroscarus acroptilus ist von Beacon Island (Western Australia – Indik) bis Newcastle (New South Wales – Pazifik) und auch an der Nordküste Tasmaniens bei subtropischen Meerestemperaturen (10–18 °C) zu finden. Er gilt als guter Speisefisch und findet sich (frisch gefangen) auf der Speisekarte manchen Restaurants der südlichen Küsten Australiens.